# Обогащение урана

Относительные пропорции урана-238 (синий) и урана-235 (красный) для различных степеней обогащения.

Обогащение урана — технологический процесс увеличения доли изотопа 235U в уране. В результате природный уран разделяют на обогащённый уран и обеднённый уран.
В природном уране содержится три изотопа урана: 238U (массовая доля 99,2745 %), 235U (доля 0,72 %) и 234U (доля 0,0055 %). Изотоп 238U является относительно стабильным изотопом, не способным к самостоятельной цепной ядерной реакции, в отличие от редкого 235U. В настоящее время 235U является первичным делящимся материалом в цепочке технологий ядерных реакторов и ядерного оружия. Однако для многих применений доля изотопа 235U в природном уране мала и подготовка ядерного топлива обычно включает стадию обогащения урана.

## Причины обогащения
Цепная ядерная реакция подразумевает, что хотя бы один нейтрон из образованных распадом атома урана будет захвачен другим атомом и, соответственно, вызовет его распад. В первом приближении это означает, что нейтрон должен «наткнуться» на атом 235U раньше, чем покинет пределы реактора. Значит, конструкция с ураном должна быть достаточно компактной, чтобы вероятность найти следующий атом урана для нейтрона была достаточно высока. Но по мере работы реактора 235U постепенно выгорает, что уменьшает вероятность встречи нейтрона и атома 235U, что вынуждает закладывать в реакторах определённый запас этой вероятности. Соответственно, низкая доля 235U в ядерном топливе вызывает необходимость в:
- большем объёме реактора, чтобы нейтрон дольше в нём находился;
- бо́льшую долю объёма реактора должно занимать топливо, чтобы повысить вероятность столкновения нейтрона и атома урана;
- чаще требуется перезагружать топливо на свежее, чтобы сохранять заданную объёмную плотность 235U в реакторе;
- высокой доле ценного 235U в отработавшем топливе.

В процессе совершенствования ядерных технологий были найдены экономически и технологически оптимальные решения, требующие повышения содержания 235U в топливе, то есть обогащения урана.
В ядерном оружии задача обогащения практически такая же: требуется, чтобы за предельно короткое время ядерного взрыва максимальное число атомов 235U нашли свой нейтрон, распались и выделили энергию. Для этого нужна предельно возможная объёмная плотность атомов 235U, достижимая при предельном обогащении.

## Степени обогащения урана
Природный уран с содержанием 235U 0,72 % находит применение в некоторых энергетических реакторах (например, в канадских CANDU), в реакторах-наработчиках плутония (например, А-1).
Уран с содержанием 235U до 20 % называют низкообогащённым (НОУ, англ. Low enriched uranium, LEU):
- уран с обогащением 2—5 % в настоящее время широко используется в энергетических реакторах по всему миру;
- уран с обогащением до 20 % используется в исследовательских и экспериментальных реакторах;
- НОУ с высоким содержанием проб (High-assay LEU, HALEU[англ.]) — уран обогащенный до 5–20 %[1].

Уран с содержанием 235U свыше 20 % называют высокообогащённым (англ. Highly enriched uranium, HEU) или оружейным. На заре ядерной эры были построены несколько образцов ядерного оружия пушечной схемы на основе урана с обогащением около 90 %. Высокообогащённый уран может использоваться в термоядерном оружии в качестве тампера (обжимающей оболочки) термоядерного заряда. 
Кроме того, уран с высоким обогащением используется в энергетических ядерных реакторах с длительной топливной кампанией (то есть с редкими перезагрузками или вовсе без перезагрузки), например в реакторах космических аппаратов или в корабельных и подлодочных реакторах.
В отвалах обогатительных производств остаётся обеднённый уран с содержанием 235U 0,1—0,3 %. Он широко используется в качестве сердечников бронебойных снарядов артиллерийских орудий благодаря высокой плотности урана и дешевизне обеднённого урана. 
В будущем предполагается использование обеднённого урана в реакторах на быстрых нейтронах, где не поддерживающий цепную реакцию уран-238 может трансмутировать в плутоний-239, поддерживающий цепную реакцию; полученное MOX-топливо может быть использовано в традиционных энергетических реакторах на тепловых нейтронах, образуя, таким образом, замкнутый ядерный топливный цикл.

## Технологии
Известно много методов разделения изотопов. Большинство методов основано на разной массе атомов разных изотопов: 235-й немного легче 238-го из-за разницы в количестве нейтронов в ядре. Это проявляется в разной инерции атомов. Например, если заставить атомы двигаться по дуге, то тяжёлые будут стремиться двигаться по большему радиусу чем лёгкие. На этом принципе построены электромагнитный и аэродинамический методы. В электромагнитном методе ионы урана разгоняются в ускорителе элементарных частиц и закручиваются в магнитном поле. В аэродинамическом методе газообразное соединение урана продувается через специальное сопло-улитку. Похожий принцип в газовом центрифугировании: газообразное соединение урана помещается в центрифугу, где инерция заставляет тяжёлые молекулы концентрироваться у стенки центрифуги. Термодиффузионный и газодиффузионный методы используют разницу в подвижности молекул: молекулы газа с лёгким изотопом урана более подвижны чем тяжёлые. Поэтому они легче проникают в мелкие поры специальных мембран при газодиффузионной технологии. При термодиффузионном методе менее подвижные молекулы концентрируются в более холодной нижней части разделительной колонны, вытесняя более подвижные в верхнюю горячую часть. Большинство методов разделения работают с газообразными соединениями урана, чаще всего с UF6.
Многие из методов пытались использовать для промышленного обогащения урана, однако в настоящее время практически все мощности по обогащению работают на основе газового центрифугирования. Наряду с центрифугированием в прошлом широко использовался газодиффузионный метод. На заре ядерной эры использовались электромагнитный, термодиффузии, аэродинамический методы. На сегодняшний день центрифугирование демонстрирует наилучшие экономические параметры обогащения урана. Однако ведутся исследования перспективных методов разделения, например, лазерное разделение изотопов.

## Производство обогащённого урана в мире
Работы по разделению изотопов исчисляются в специальных единицах работы разделения (ЕРР, англ. Separative work unit, SWU).
Мощности заводов по разделению изотопов урана в тысячах ЕРР в год согласно WNA Market Report. 
| Страна                                     | Компания, завод         | 2012   | 2013   | 2015   | 2018   | 2020   |
| ------------------------------------------ | ----------------------- | ------ | ------ | ------ | ------ | ------ |
| Россия                                     | Росатом                 | 25000  | 26000  | 26578  | 28215  | 28663  |
| Германия, Голландия, Англия                | URENCO                  | 12800  | 14200  | 14400  | 18600  | 14900  |
| Франция                                    | Orano                   | 2500   | 5500   | 7000   | 7500   | 7500   |
| Китай                                      | CNNC                    | 1500   | 2200   | 4220   | 6750   | 10700+ |
| США                                        | URENCO                  | 2000   | 3500   | 4700   | ?      | 4700   |
| Пакистан, Бразилия, Иран, Индия, Аргентина |                         | 100    | 75     | 100    | ?      | 170    |
| Япония                                     | JNFL                    | 150    | 75     | 75     | ?      | 75     |
| США                                        | USEC: Paducah & Piketon | 5000   | 0      | 0      | 0      | 0      |
|                                            | Суммарное               | 49 000 | 51 550 | 57 073 | 61 111 | 66 700 |